# Пильц, Винценц
Винценц Пильц (нем. Vincenz Pilz; 14 ноября 1816, Варнсдорф — 26 апреля 1896, Вена) — австрийский скульптор академического направления периода историзма. Работал в Вене.

## Биография
Винценц Пильц родился в Варнсдорфе, северная Чехия, с 1837 года учился живописи в Венской академии изобразительных искусств. Уже его первые произведения — рисунки на библейские сюжеты — получили высокую оценку. Перейдя затем на скульптурное отделение, в ученики к Йозефу Кесману и Францу Бауэру, он в 1849 году получил премию за скульптурную группу «Возвращение Цинцинната». Получив в 1850 году Императорскую стипендию, уехал в Италию, до 1854 года работал в Риме, вначале под руководством живописца Петера фон Корнелиуса и скульптора Тенерани. В Риме создал статую Ульриха фон-Лихтенштейна и барельеф «Три Святых Короля», который часто повторял.
По возвращении в 1855 году в Вену сначала примкнул к последователям движения назарейцев Йозефа фон Фюриха, а потом попал под влияние Карла Раля и создал ряд скульптур идеалистического, аллегорического и мифологического содержания.
Его поддержал архитектор Теофил фон Хансен. В 1858 году начался снос городских стен Вены и строительство новой улицы — венской Рингштрассе. Хансен стал одним из главных архитекторов этого проекта, он создал грандиозное здание Рейхстрата (венского парламента, 1874—1883) в стиле «неогрек» с фасадом, стилизованным под древнегреческий храм (символ греческой демократии). Для этого проекта он привлёк Винценца Пильца, создавшего ряд скульптур для зданий Рингштрассе, в том числе Квадригу и кариатид для здания парламента, скульптурную группу «Пегас, укрощаемый музами» для Венского оперного театра. Однако постройки Рингштрассе подверглись жесточайшей критике следующего поколения художников за «помпезность и эклектизм», а название «Стиль Рингштрассе» (нем. Ringstraßenstil) стало синонимом «претенциозной безвкусицы». Пострадали и скульптуры Пильца, две парных скульптуры «Пегасов» сняли и продали в Филадельфию (США).
Наиболее известные произведения Винценца Пильца: статуя Святого Георгия, поражающего дракона, четыре статуи полководцев, украшающие собой здание венского Арсенала (архитектор Теофил фон Хансен, 1856), фигуры Фидия и Перикла, созданные для здания Музея истории искусств (архитектор Г. Земпер), десять статуй композиторов для фасада дома Музыкального общества, шесть аллегорических фигур для новой биржи, статуя Австрии, покровительницы наук, и группа «Квадрига Нептуна». Кроме подобных произведений, Пильц исполнил немало портретных статуй и бюстов.

## Галерея

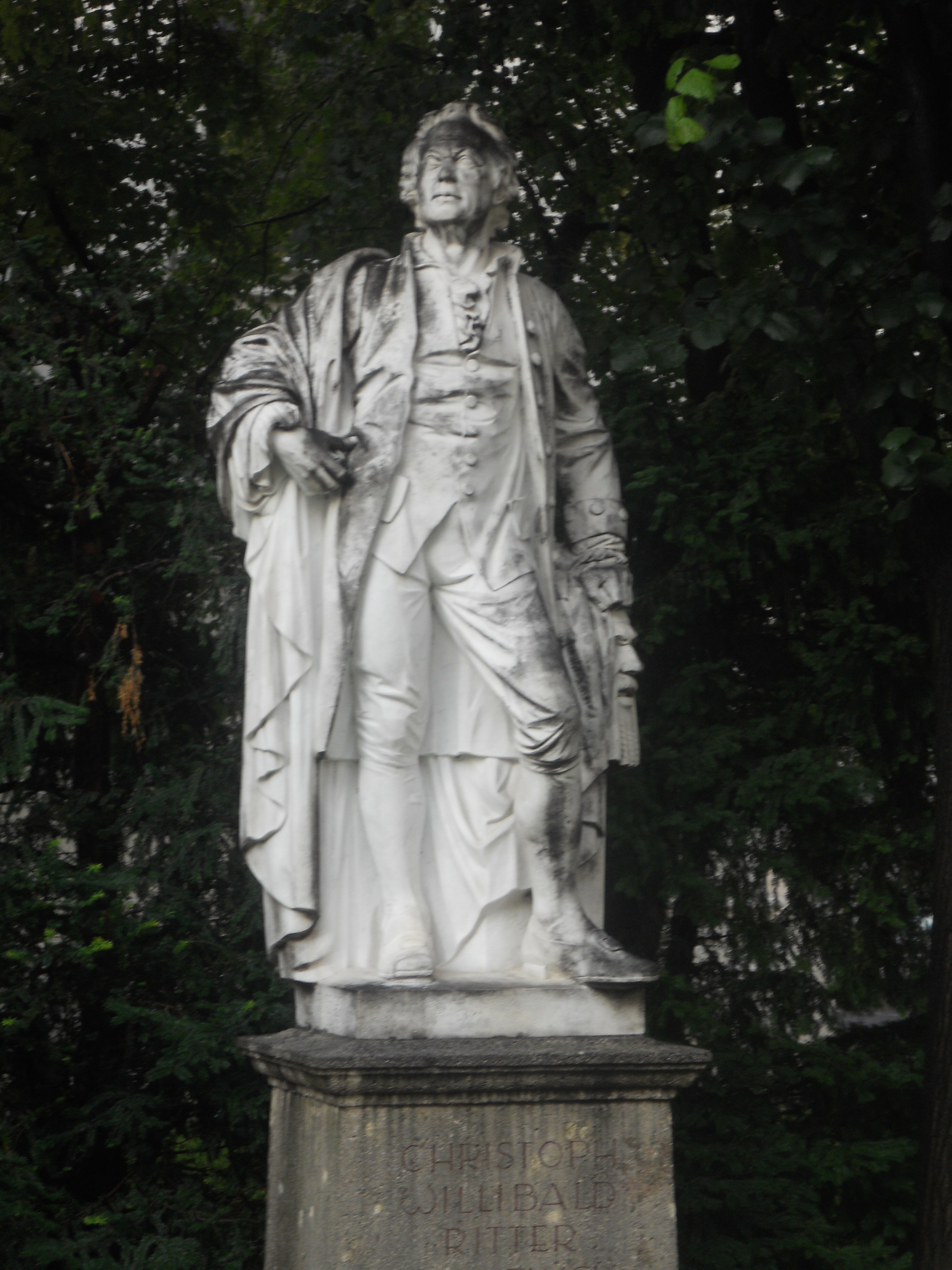
Памятник К. В. Глюку у церкви Карлскирхе на улице Аргентинерштрассе, Вена
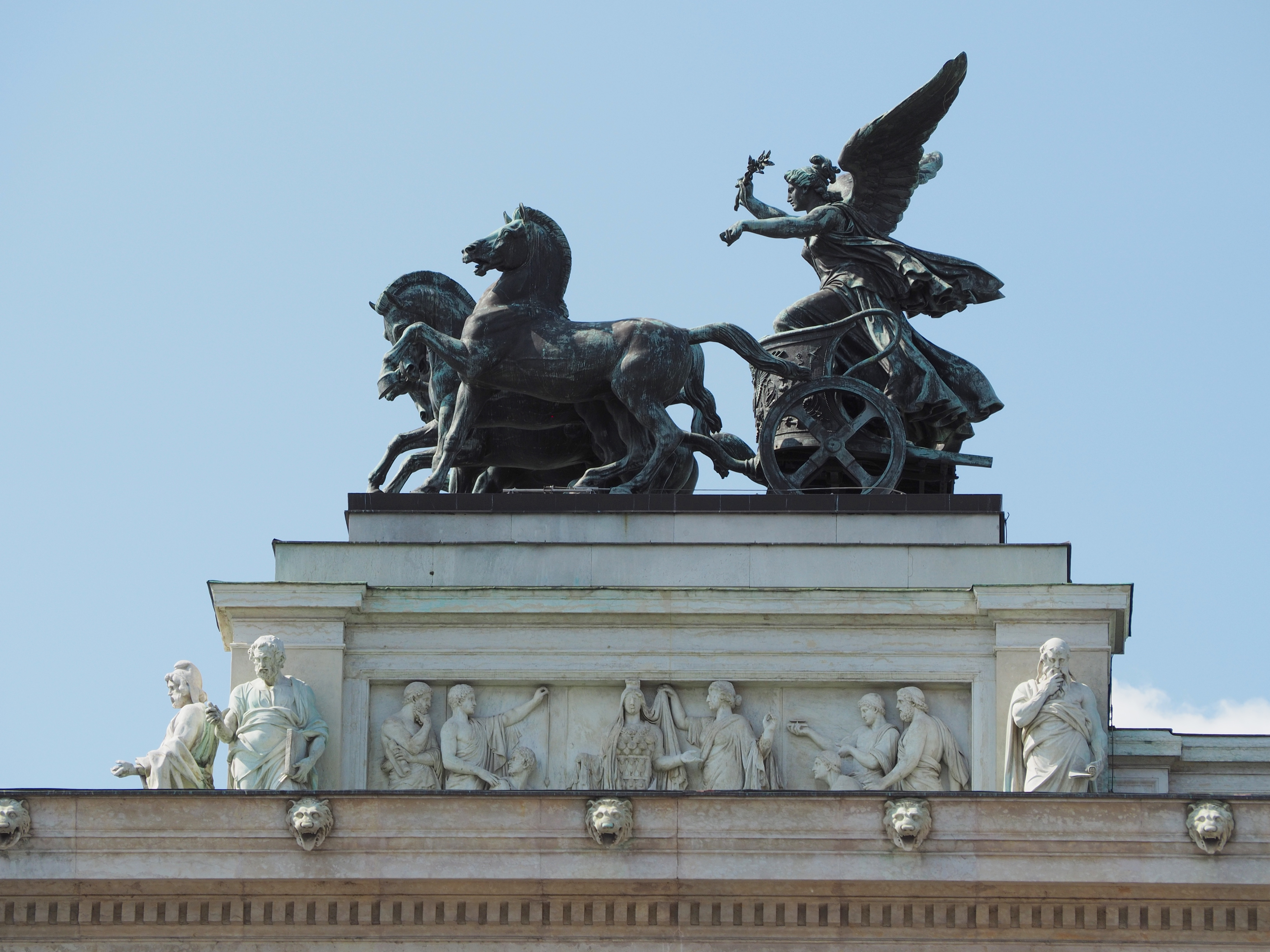
Квадрига здания Парламента, Вена. Архитектор Т. фон Хансен
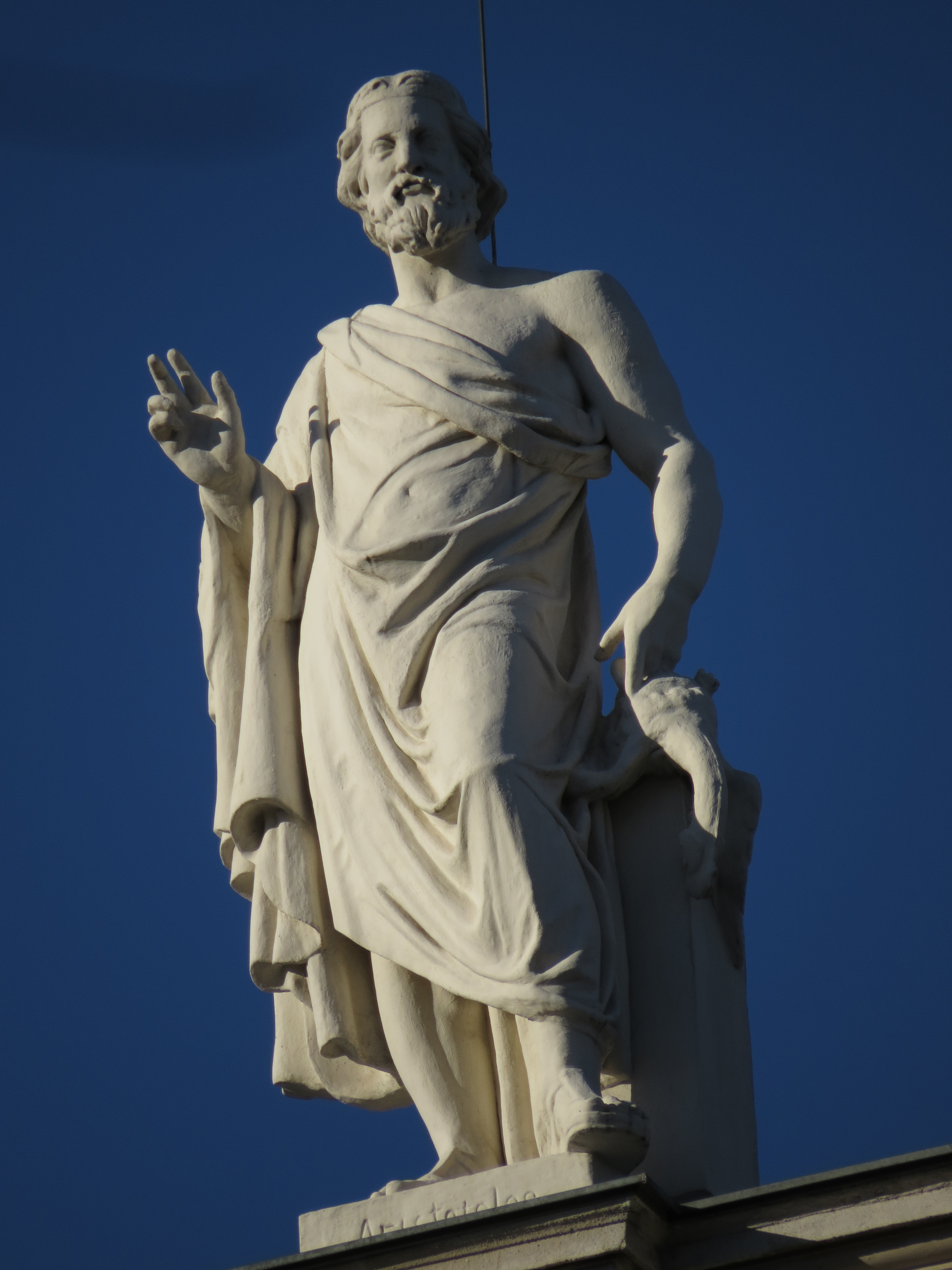
Аристотель. Статуя здания Музея истории искусств, Вена. Архитектор Г. Земпер
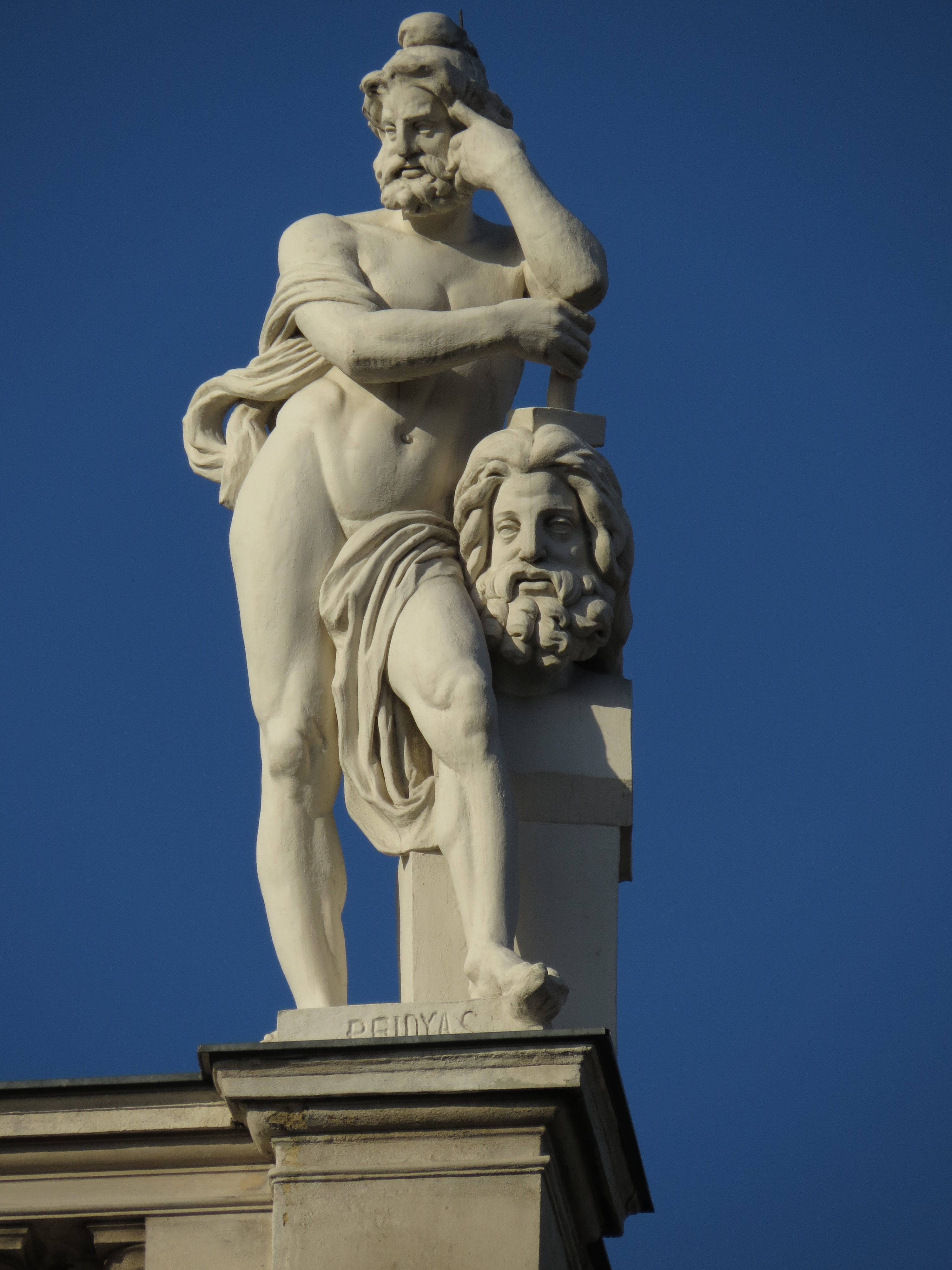
Фидий. Статуя здания Музея истории искусств, Вена. Архитектор Г. Земпер
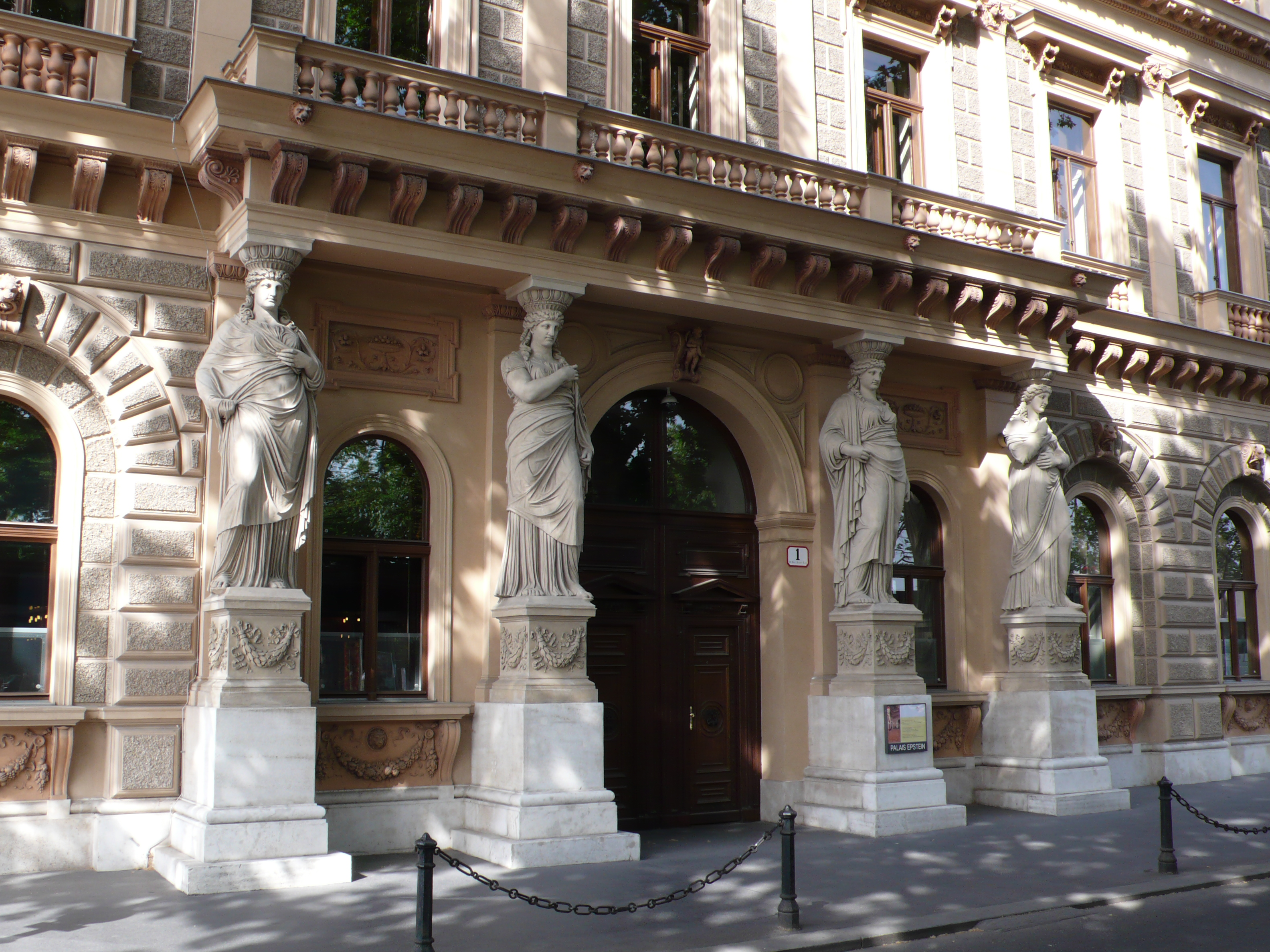
Кариатиды. Дворец Эпштейна, Рингштрассе, Вена. Архитектор Т. фон Хансен
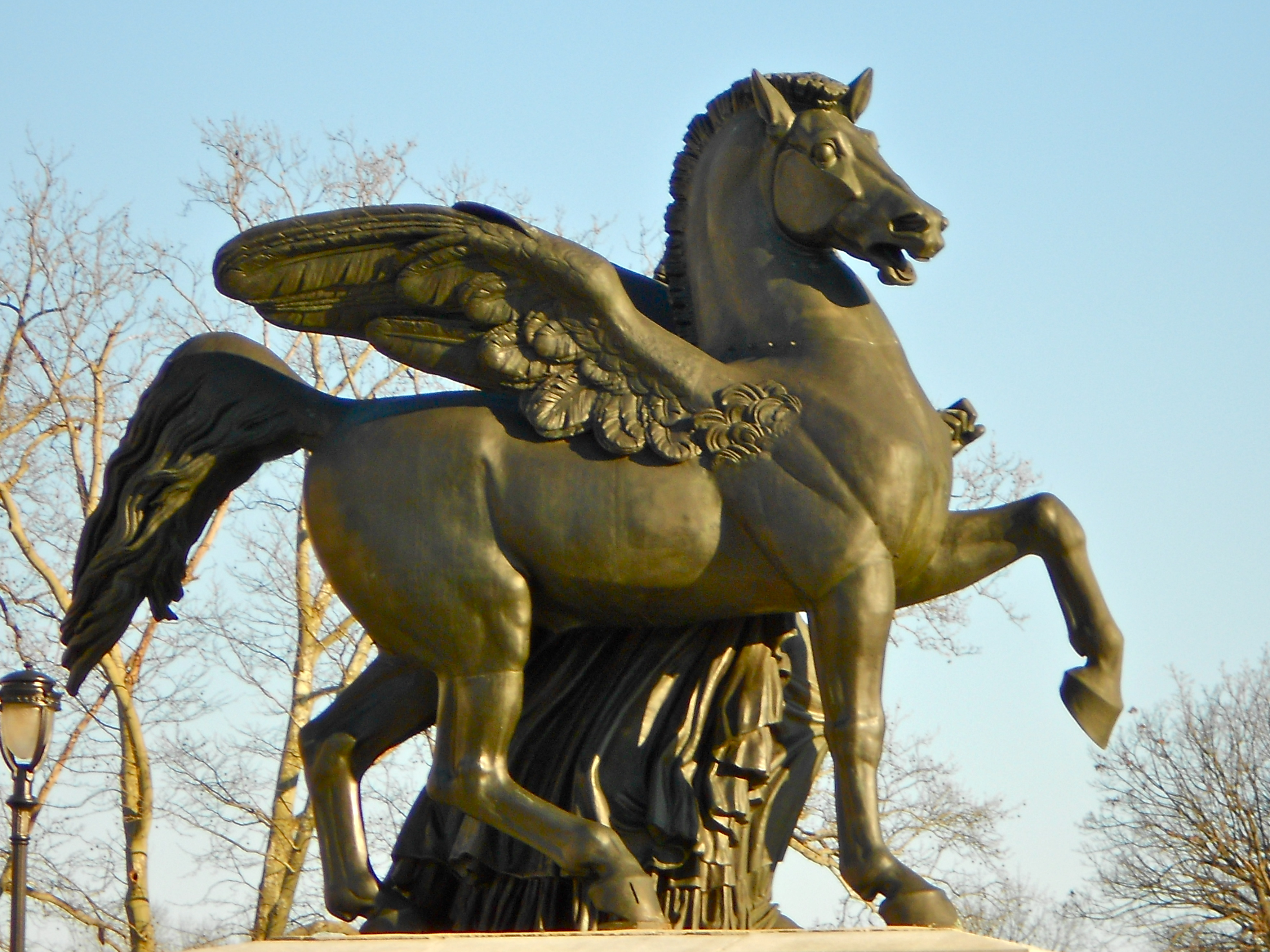
Пегас. Мемориал Холл, Филадельфия